# Ismael Aguayo Figueroa

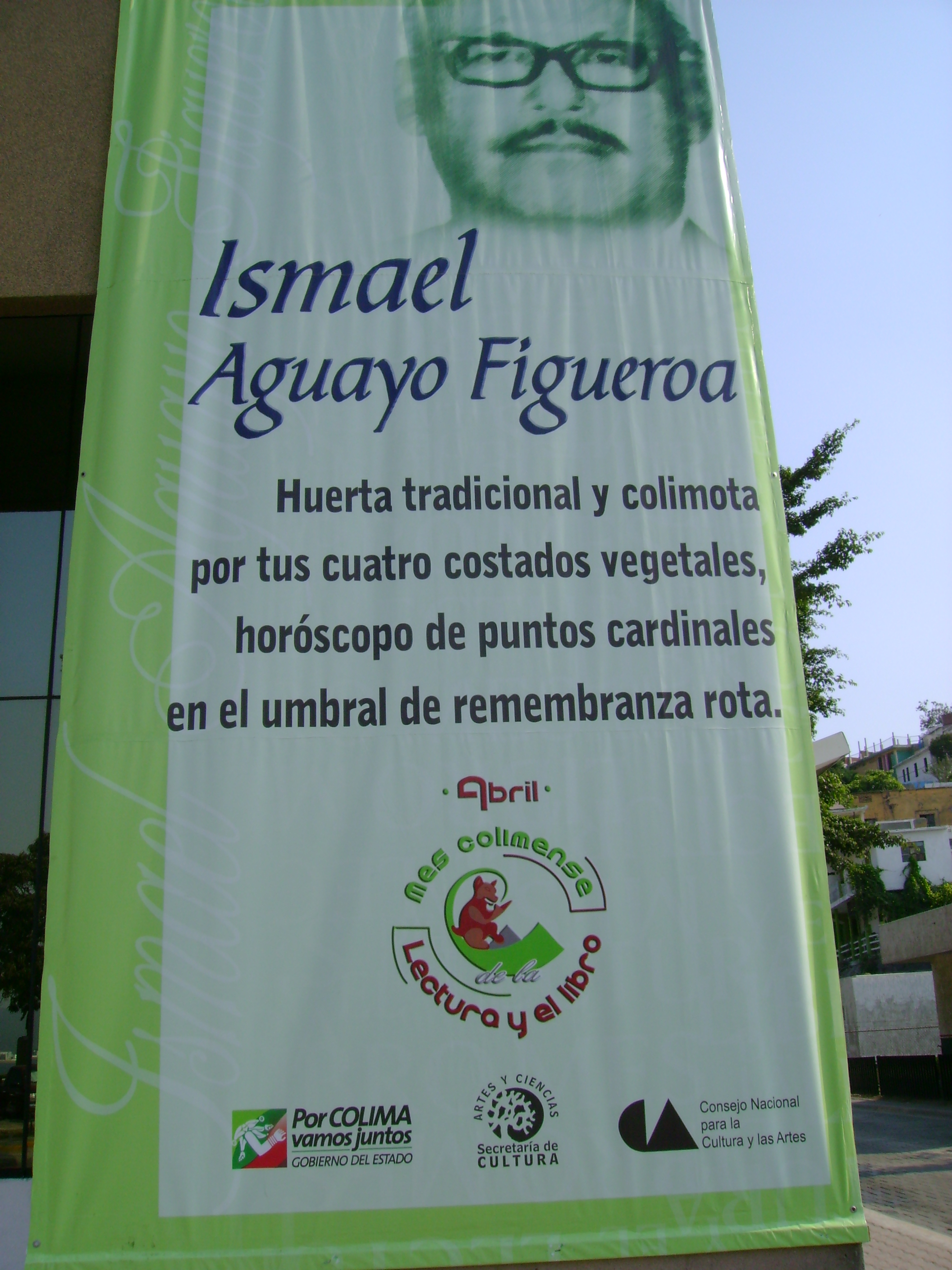
Cartel de Ismael Aguayo Figueroa en Manzanillo, Colima, con motivo del mes colimense de la lectura.

Ismael Aguayo Figueroa fue un maestro, periodista, ensayista, político y poeta mexicano. Nació en San Miguel Cuyutlán, Tlajomulco de Zúñiga, Jalisco en el año de 1921, sin embargo reside desde hace ya mucho tiempo en el estado de Colima, mismo del que ha hecho todas sus obras. Emigró al Puerto de Manzanillo, Colima, a la edad de 7 años y poco tiempo después a la ciudad de Colima. Formó parte del equipo de natación Colima, mismo en el que se encontraba Alberto Isaac. Estudió en la Universidad de Colima la Licenciatura en Derecho, de donde después fue maestro hasta 1964. Más tarde fue invitado por el Rector Jorge Humberto Silva Ochoa como director general del Archivo Histórico de la Universidad de Colima durante la década de los 80´s. Fue dirigente estatal del PRI en dos ocasiones. Aguayo Figueroa fue el catedrático que más ha estudiado los periodos históricos de la Guerra de Reforma y de la Segunda Intervención Francesa en México en el estado de Colima. Formó parte del Consejo consultivo del Bicentenario de la Independencia de México y Centenario de la Revolución mexicana. Fue diputado local al Congreso de Colima para la XLIV Legislatura (1973 - 1976) y la XL Legislatura (1961 - 1964).
Falleció debido a su avanzada edad el 31 de julio de 2016.

## Obras
- Retrato nostálgico de una ciudad (1984)
- Gobernantes de Colima (1983)
- Anecdotario político colimense (1976)
- Colima en su centenario como estado libre y soberano, 1857-1957. Ensayo histórico (1958)

- Datos: Q5922567